# Acanthoibidion chevrolatii
Acanthoibidion chevrolatii är en skalbaggsart som först beskrevs av White 1855.  Acanthoibidion chevrolatii ingår i släktet Acanthoibidion och familjen långhorningar.
Artens utbredningsområde är Venezuela. Inga underarter finns listade i Catalogue of Life.